# Deltocyathus calcar
Deltocyathus calcar is een rifkoralensoort uit de familie van de Deltocyathidae. De wetenschappelijke naam van de soort is voor het eerst geldig gepubliceerd in 1874 door Pourtalès.